# Atriplex gmelinii
Atriplex gmelinii är en amarantväxtart som beskrevs av Carl Anton von Meyer och August Gustav Heinrich von Bongard. Atriplex gmelinii ingår i släktet fetmållor, och familjen amarantväxter. Inga underarter finns listade i Catalogue of Life.